# 1588
- Wikisource

| Calendário gregoriano                                                        | 1588 MDLXXXVIII                     |
| Ab urbe condita                                                              | 2341                                |
| Calendário arménio                                                           | 1037 – 1038                         |
| Calendário bahá'í                                                            | -256 – -255                         |
| Calendário budista                                                           | 2132                                |
| Calendário chinês                                                            | 4284 – 4285 Início a 28 de janeiro  |
| Calendário copta                                                             | 1304 – 1305                         |
| Calendário etíope                                                            | 1580 – 1581                         |
| Calendários hindus - Vikram Samvat - Calendário nacional indiano - Cáli Iuga | 1643 – 1644 1509 – 1510 4688 – 4689 |
| Calendário Holoceno                                                          | 11588                               |
| Calendário islâmico                                                          | 996 – 997                           |
| Calendário judaico                                                           | 5348 – 5349                         |
| Calendário persa                                                             | 966 – 967                           |
| Calendário rúnico                                                            | 1838                                |
| Calendário solar tailandês                                                   | 2131                                |

1588 (MDLXXXVIII, na numeração romana)  foi um ano bissexto do século XVI  do actual Calendário Gregoriano, da Era de Cristo,  e as suas letras dominicais foram  C e B (52 semanas), teve início a uma sexta-feira e terminou a um sábado.
| Ano completo                          |
| ------------------------------------- |
| Ano bissexto com início à sexta-feira |

## Eventos
- A Armada Invencível, enviada por Filipe II de Espanha contra Inglaterra, é dizimada na costa inglesa, para o que muito contribuiu uma forte tempestade.
- Fome e surto epidémico em Angra, ilha Terceira, Açores.

## Agosto
- Agosto – Naufrágio na Baía de Angra da nau portuguesa São Tiago Maior, da Armada de 1586.

## Novembro
- 8 de Novembro - Fortes inundações nas Velas, ilha de São Jorge com enxurrada associada a chuvas fortes que causou muitos estragos e deu origem a um romance popular.

## Nascimentos
- 02 de Fevereiro - Alexandre Fichet, foi jesuíta, erudito e pregador francês (m. 1659).
- 05 de Abril - Thomas Hobbes, filósofo inglês (m. 1679).
- 08 de Setembro - Marin Mersenne, matemático francês (m. 1648).

## Mortes
- 23 de Outubro — João Martins Ricalde,  almirante português, com ligações comerciais e familiares à Biscaia, que morre devido aos ferimentos na derrota da Armada Invencível.

## Epacta e idade da Lua
| Epacta gregoriana | 2       |
| Idade da Lua      | Letra b |

## Outros temas
- 1588 na religião